# Пјађе (Гросето)
Пјађе (итал. Piagge) је насеље у Италији у округу Гросето, региону Тоскана.
Према процени из 2011. у насељу је живело 33 становника. Насеље се налази на надморској висини од 497 м.